# Гавайский ворон
Гава́йский во́рон (лат. Corvus hawaiiensis) — редкая птица семейства врановых, эндемик Гавайев.

## Описание
На гавайском языке название птицы звучит как Alala, что означает с одной стороны «кричать как маленькое животное». И действительно, крик этого ворона напоминает крики маленького ребёнка. Другое значение слова «просыпаться с солнцем». Это связано с тем, что его громкий, пронизывающий крик можно услышать уже в предрассветные сумерки. Эта птица достигает длины 48 см. Оперение чёрного как сажа цвета. Только крылья окрашены несколько бледнее. Глаза коричневые. У молодых птиц глаза синие.

## Питание
Гавайский ворон — это всеядное животное. Он питается плодами, падалью, яйцами, птенцами и отбросами, а также насекомыми, которых он находит в коре.

## Размножение
Самки воронов считаются половозрелыми в возрасте 2–3 лет, а самцы — в 4 года. Оба родителя участвуют в строительстве гнезда. Кладка обычно состоит из 5 яиц. Высиживает один из родителей, в то время как другой сидит тихо рядом с партнёром. Молодые особи полагаются на своих родителей в течение 8 месяцев и останутся с семейной группой до следующего сезона размножения.

## Угрозы
Сокращение популяции этого вида началось в 1890 году с появлением на Гавайях белых фермеров. Раньше гавайский ворон был широко распространён на всех Гавайских островах, но с 1891 года он воспринимался как бедствие и поэтому безжалостно преследовался. Фермеры подражали его крику, который считался самым громким птичьим криком в лесах Konas. Если птица приближалась достаточно близко, её отстреливали. В начале XX века когда-то большие стаи гавайского ворона исчезли. Первоначально он питался ягодами фрейсинетии древовидной (Freycinetia arborea), вакциниума сетчатого (Vaccinium reticulatum) и другими лесными плодами. После того, как исконные деревья акации коайа уступили своё место ввезённым видам растений, образ жизни птицы изменился. Ввезённые виды животных, такие как малый мангуст (Urva auropunctata), а также изменение ассортимента питания и птичьи болезни привели к дальнейшему снижению популяции. В 1973 году гавайский ворон был взят под охрану. В 1996 году на воле насчитывалось всего 14 особей, а в 1999 году всего лишь 3. В 2002 году исчезли последние две птицы с места гнездования в парке Hakalau National Wildlife Refuge. С 1970-х годов гавайскую ворону разводили под присмотром человека. В 1996 году 15 особей жили в неволе. Попытка выпустить 24 особи на волю (в 1998 году) потерпела неудачу: так как выращенные птицы были не в состоянии защищаться от новых врагов, таких как канюк-отшельник (Buteo solitarius) и занесённой птичьей малярии, 18 птиц погибли. Оставшиеся в живых 6 птиц были вновь выловлены. Теперь 56 птиц живут на двух станциях разведения. На 2009 год был запланирован новый проект выпуска птиц на волю. Тогда же было объявлено о новом пятилетнем плане по предотвращению исчезновения вида и выделяемых на его воплощение в жизнь 14 миллионах долларов.

## Фото

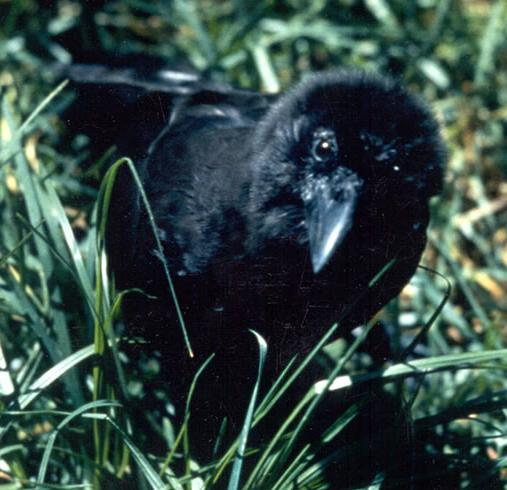
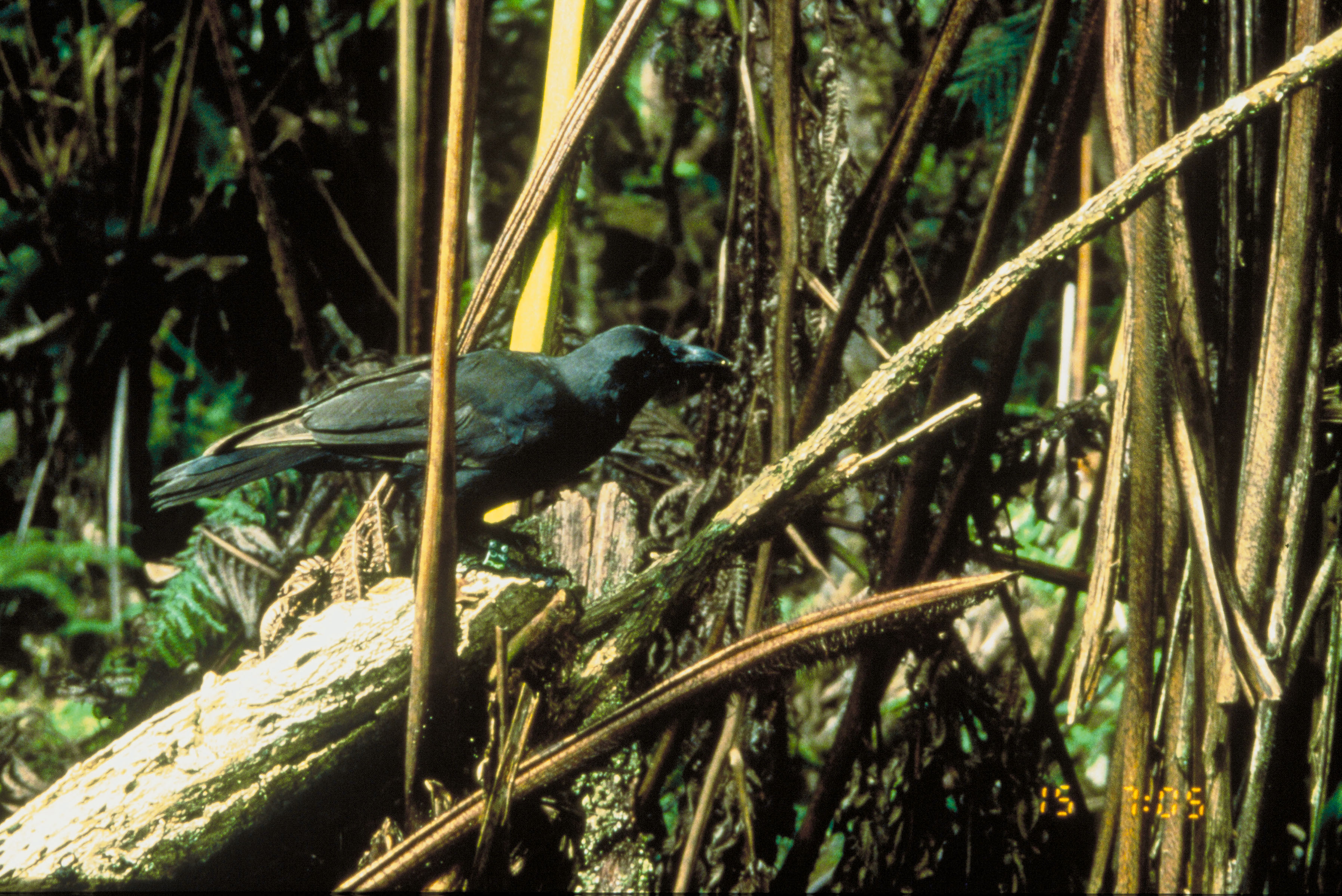